# Hijona
Hijona en espagnol ou Ixona en basque est une commune ou une contrée appartenant à la municipalité de Elburgo dans la province d'Alava, située dans la Communauté autonome basque en Espagne.